# Neues Rathaus (Nordhausen)

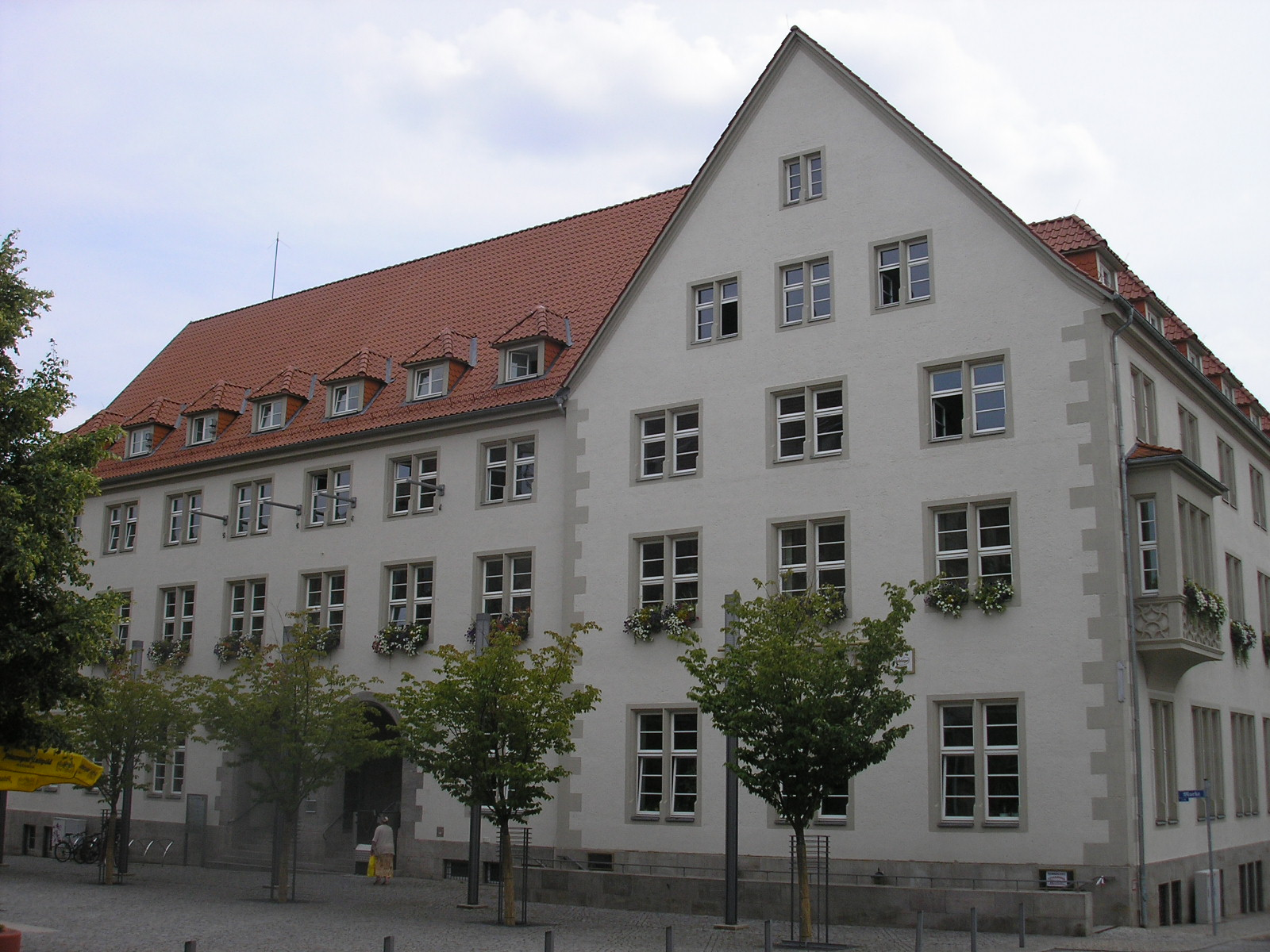
Neues Rathaus in Nordhausen

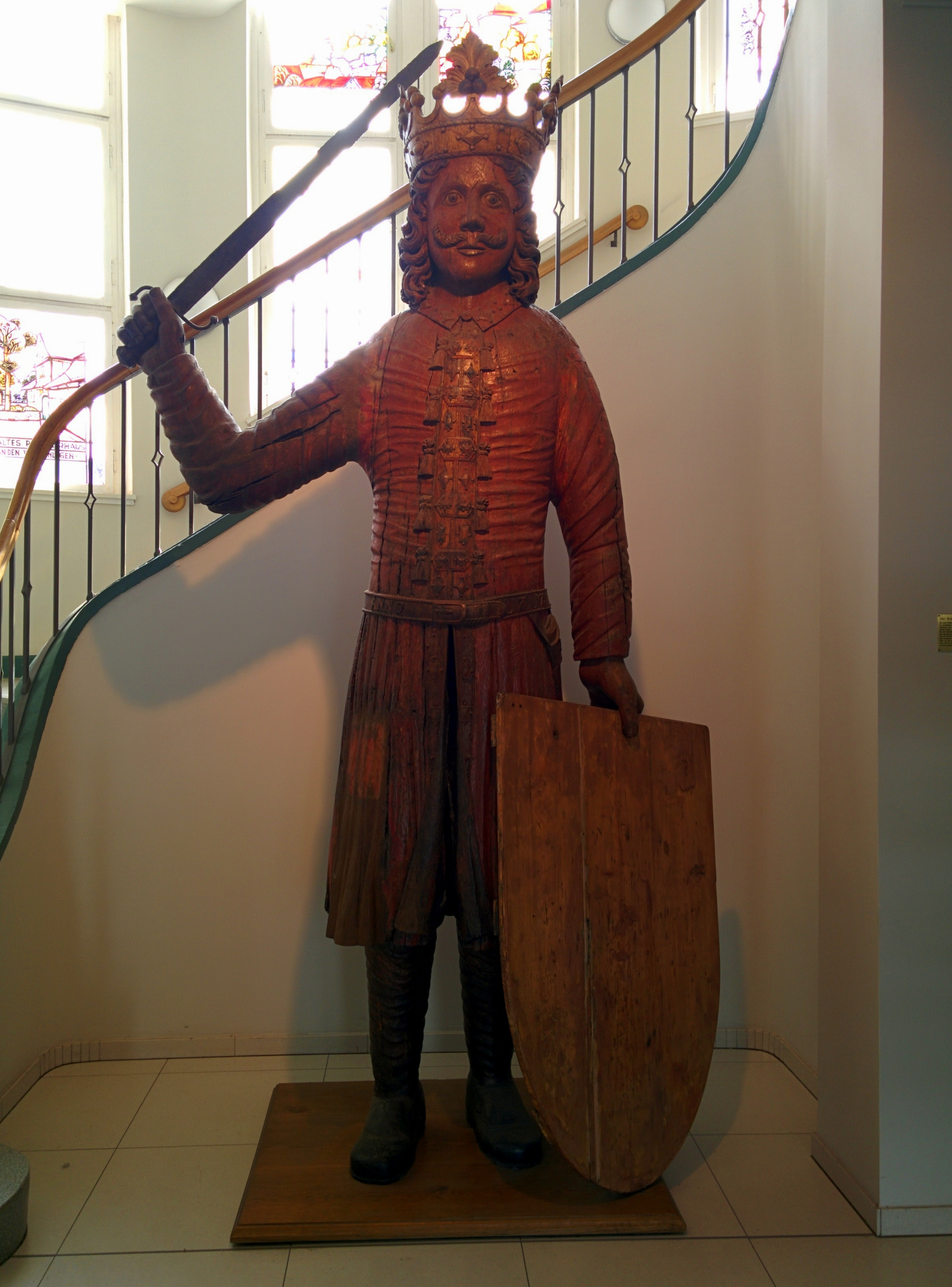
Roland-Statue im Neuen Rathaus

Das Neue Rathaus der thüringischen Kreisstadt Nordhausen wurde 1936 bis 1937 erbaut und 1937 eingeweiht. Es ist der Sitz der Stadtverwaltung.
Das Gebäude liegt am Markt 15, an dem sich direkt gegenüber das Alte Rathaus mit dem Roland davor sowie das Stadthaus befinden. Das Neue Rathaus wurde bei den Luftangriffen auf Nordhausen im April 1945 schwer beschädigt. Nach dem Wiederaufbau wurde am 12. Oktober 1946 das erste Obergeschoss der Stadtverwaltung wieder übergeben. Das Gebäude besitzt neben seiner eigentlichen Funktion auch öffentliche Ausstellungsräume, wie den Bürgersaal, und einen gastronomischen Betrieb im „Ratskeller“.
Im Neuen Rathaus ist die Original-Roland-Statue aus dem Jahr 1717 ausgestellt, während sich auf dem Marktplatz eine Replik aus Epoxidharz befindet.
Im Sommer 1997 zog das Stadtarchiv Nordhausen in das Neue Rathaus um.